# Gustav von Bunge
Gustav Piers Alexander von Bunge (ur. 7 stycznia?/19 stycznia 1844 w Dorpacie, zm. 5 listopada 1920 w Bazylei) – niemiecki fizjolog, biochemik, profesor Uniwersytetu w Bazylei.
Pochodził z rodziny Niemców bałtyckich. Jego ojciec Alexander Bunge był profesorem botaniki na Uniwersytecie w Dorpacie; wuj Friedrich Georg von Bunge był historykiem prawa, a brat Alexander (1851–1930) lekarzem i zoologiem.
Uczęszczał do prywatnej szkoły Gaikego w Luhde-Großhof (obecnie Paju, Valgamaa). Studiował matematykę i chemię na Uniwersytecie w Dorpacie, w 1874 roku otrzymał tytuł doktora chemii. Następnie habilitował się z fizjologii. Potem studiował medycynę na Uniwersytecie w Strasburgu i na Uniwersytecie w Lipsku, w 1882 roku został doktorem medycyny. W 1885 mianowany profesorem nadzwyczajnym, a rok później profesorem zwyczajnym chemii fizjologicznej Uniwersytetu w Bazylei.
Bungemu przypisuje się często błędne oznaczenie zawartości żelaza w szpinaku. Tezę, jakoby Bunge (lub jego współpracownik) pomylił się o rząd wielkości w oznaczeniu procentowej zawartości żelaza w liściach tego warzywa, upowszechnił Hamblin.

## Wybrane prace
- Ueber die Bedeutung des Kochsalzes und das Verhalten der Kalisalze im menschlichen Organismus, Dorpat: Mattiesen, 1873
- Die Zusammensetzung der Milch bei verschiedenen Säugetieren, Zeitschrift für Biologie 10, ss. 275, 1874
- Ueber die Bildung der Hippursäure[5], 1876
- Der Vegetarianismus: ein Vortrag, Berlin: Hirschwald, 1885
- Vitalismus und Mechanismus, Leipzig: F.C. Vogel, 1886
- Die Alkoholfrage, Leipzig, 1887
- Lehrbuch der physiologischen und pathologischen Chemie, Leipzig, 1887
- Lehrbuch der physiologischen und pathologischen Chemie ; in fünfundzwanzig Vorlesungen für Ärzte und Studirende. Dritte, vermehrte und verbesserte Auflage. Leipzig: F.C.W. Vogel, 1894
- Assimilation des Eisens aus den Cerealien, Zeitschrift für Physiologische Chemie 25, ss. 36-47, 1898
- Die zunehmende Unfähigkeit der Frauen, ihre Kinder zu stillen, 1900
- Lehrbuch der Physiologie des Menschen, Leipzig, 1900
- Wachstumsgeschwindigkeit und Lebensdauer der Säugetiere, Bonn, 1903
- Alkohol und Degeneration, Leipzig, 1904
- Der wachsende Zuckerkonsum und seine Gefahren, Zeitschrift für Biologie 23 (41), ss. 155-166, 1901
- Lehrbuch der organischen Chemie für Mediziner, Leipzig: Vogel, 1906
- Die Ausrottung der Geschlechtskrankheiten, Leipzig: F.C.W. Vogel, 1911